# Highway on Fire
Highway on Fire es un sencillo en inglés del grupo de Hard Rock, Rata Blanca. El disco contiene algunas versiones en inglés del álbum El camino del fuego junto con el video de "volviendo a casa", además tiene el tema instrumental del álbum Walter Giardino Temple, La Danza del Fuego, pero titulada en inglés.
Estaba en los planes publicar el álbum completo en inglés pero dicho proyecto al parecer nunca vio la luz o simplemente nunca se llevó a cabo.
Las canciones fueron traducidas por Javier Compiano, y la portada del single fue hecho por el diseñador gráfico Daniel Trajtemberg.

## Lista de canciones
1. «Master of the Highway» (El amo del camino)
2. «Back Home» (Volviendo a casa)
3. «The Fire Dance» (La danza del fuego)
4. «Back Home» - Video musical

- Datos: Q5897634